# 戈德勒维尔拉里维耶尔
戈德尔维尔-拉里维耶尔（法語：Gaudreville-la-Rivière，法語發音：[ɡodʁəvil la ʁivjɛʁ]）是法国厄尔省的一个市镇，属于埃夫勒区。

## 地理
戈德勒维尔-拉里维耶尔（48°58'3"N, 1°1'47"E）面积6.73 平方千米，位于法国诺曼底大区厄尔省，该省份为法国北部内陆省份，北起滨海塞纳省，西接奧恩省和卡爾瓦多斯省，南至厄尔-卢瓦省，东临瓦兹省、瓦兹河谷省和伊夫林省。
与戈德勒维尔-拉里维耶尔接壤的市镇（或旧市镇、城区）包括：尚多朗、格利索勒、莱旺特、勒瓦勒多雷。
戈德勒维尔-拉里维耶尔的时区为UTC+01:00、UTC+02:00（夏令时）。

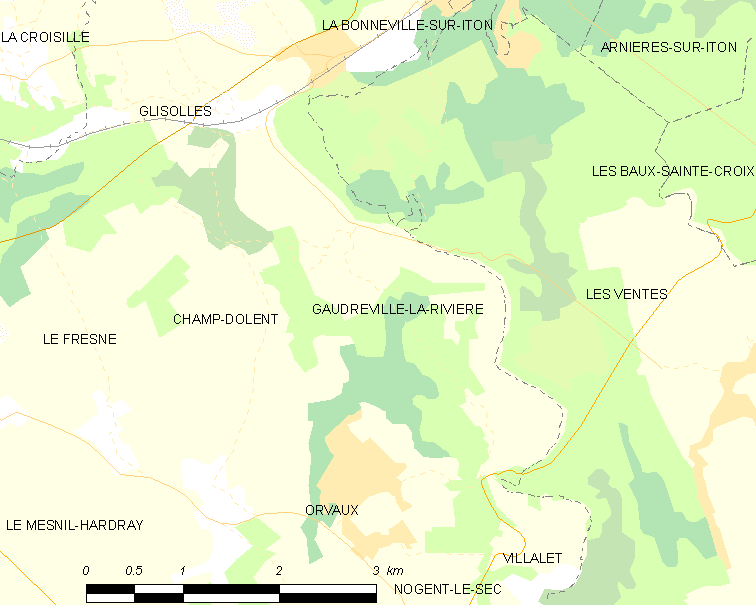
戈德勒维尔-拉里维耶尔的OSM定位图

## 行政
戈德勒维尔-拉里维耶尔的邮政编码为27190，INSEE市镇编码为27281。

## 政治
戈德勒维尔-拉里维耶尔所属的省级选区为乌什地区孔什县。

## 人口
戈德勒维尔-拉里维耶尔于2022年1月1日时的人口数量为228人。

1962-2008年间戈德勒维尔-拉里维耶尔人口变化图示